# فرناندو نافارو موران
فرناندو نافارو موران (بالإسبانية: Fernando Navarro Morán)‏ (18 أبريل 1989 بمدينة مكسيكو في المكسيك - ) هو لاعب كرة قدم مكسيكي في مركز الوسط. شارك مع منتخب المكسيك لكرة القدم. أما مع النوادي، فقد لعب مع أتلانتي إف سي وتايجرز أونال وكلوب ليون ونادي باتشوكا.

## وصلات خارجية
- فرناندو نافارو موران على موقع الاتحاد الدولي (مؤرشف)  (الإنجليزية)
- فرناندو نافارو موران على موقع قاعدة بيانات كرة القدم.إي يو (الإنجليزية)
- فرناندو نافارو موران على موقع ناشيونال فوتبول تيمز (الإنجليزية)
- فرناندو نافارو موران على موقع Soccerway.com (الإنجليزية)
- فرناندو نافارو موران على موقع AS.com (الإسبانية)